# Nagykanizsai kistérség
A Nagykanizsai kistérség egy kistérség volt Zala megyében, központja Nagykanizsa volt. 2014-ben az összes többi kistérséggel együtt megszűnt.

## Települései
| Belezna       | Bocska          | Börzönce    | Csapi             | Eszteregnye      |
| Fityeház      | Fűzvölgy        | Gelsesziget | Hahót             | Homokkomárom     |
| Hosszúvölgy   | Kacorlak        | Liszó       | Magyarszentmiklós | Magyarszerdahely |
| Murakeresztúr | Nagybakónak     | Nagykanizsa | Nagyrécse         | Nemespátró       |
| Pölöskefő     | Rigyác          | Sormás      | Surd              | Szepetnek        |
| Újudvar       | Zalaszentbalázs |             |                   |                  |

### Általános jellemzés
A táj mai képe tipikus dombsági felszín. Itt Dél-Zalában több helyen is felszínközelbe kerültek a pannonkori réteges homokkő padok. Máshol többnyire a löszös, vályogos képződmények a jellemzőek. A Principális völgyében a lápos rétek mellett futóhomokos területeket is lehet találni. A sok kis völgyben számtalan forrás, patak található, emelve a táj szépségét, változatosságát. Több patakvölgyben a horgászoknak is kedvezve mesterséges tavakat alakítottak ki. Ez a vidék mindig mentes volt a túlzott modernizációtól, és többnyire szétszórtan kis települések alakultak ki. Nem jöttek létre nagy egybefüggő mezőgazdasági területek, viszont megmaradtak az erdők. A dombhátak tetején gyakoriak a kisparcellás borházakkal tarkított szőlőültetvények, úgynevezett szőlőhegyek Az így kialakult domborzat az egész dombság megjelenését egyénivé teszi.

### Talajok
A termőföld kialakulása vályogos, löszös és homokos anyakőzeten történt, erdőtakaró alatt és dombsági feltételek között. Minőségét a bőséges csapadék kedvezőtlenül befolyásolta. A kilúgozás eredményeként humuszban, valamint kalcium- és magnéziumsókban szegénnyé, savanyúvá vált. A vályogosodott lösszel borított dombhátakat agyagbemosódásos barna erdőtalajok fedik. Erodálatlan állapotban a termőrétegük elérheti az egy méteres vastagságot. Az erdő szépen fejlődik rajtuk, de szántóföldi művelés esetén pótolni kell a tápanyagokat. Minőségi különbözőségek főleg az anyakőzet változó összetétele miatt alakultak ki. A rossz vízgazdálkodású gyenge termőképességű homokos talajok legnagyobb kiterjedését Jankapuszta körül találhatjuk. Nagykanizsától nyugatra és délkeletre megjelennek az erősen kötött pszeduglejes barna erdőtalajok. Helyenként podzolosodás is jelentkezik a sok csapadék hatására. A vizenyős völgytalpakat lápos réti talajok, vagy láptalajok fedik, szervesanyag tartalmuk magas, de nyers a felszínközeli talajvízszint miatt.
A felsorolt talajok termőképességét erősen rontja a domboldalak talajának folyamatos lepusztulása. Hasonló károkat okoz a Principális mentén száraz és szeles időben mozgatott homok.

### Vízrajz
Dél-Zala jelentős vízfolyása a Mura folyó. Nagykanizsa és környékének vízellátását a folyó kavicsteraszára telepített nagyátmérőjű csőkutakból és csáposkutakból nyert jó minőségű vízzel biztosítják.
A talajvíz és a dombokról lefutó csapadékvíz a völgyekben kanyargó patakok medrében talál lefolyást. A völgyhálózat elég sűrű (2 km/km²) és a meredek kötött talajú domboldalak miatt jelentékeny a lefolyás. A lehullott csapadék átlagosan 18%-a távozik a vízfolyásokon keresztül, a többi elpárolog, illetve raktározódik. Sok helyen mesterséges gátakkal halastavakat alakítottak ki, ezzel kedvező feltételeket biztosítottak a horgászoknak és némelyik tó esetében – strandolás – a pihenni vágyóknak.
A környék fő vízgyűjtője a Principális csatorna (korábban Kanizsa folyó), mely a misefai eredettől a Muráig gyűjti össze a mellékvizeket, illetve lecsapolja a pangóvizes területeket. A széles völgy mocsarába egy terjedelmes teraszra épült Kanizsa hajdan híres vára. A városkörnyéki dombság gazdag forrásokban, melyek tiszták és fogyasztásra egészségesek.
A kőolaj- és földgázkutatásnak köszönhetően jelentős termálvíz készletek találhatók, aminek hasznosítása részben várat még magára. Zalakaroson erre épült fel a hatalmas termálturizmus.

### Növényvilág
A több éghajlati hatás következtében a természetes növényvilág rendkívüli fajgazdagságban borítja be a felszínt.
Nagykanizsa környékének flórája számos mediterrán elemet tartalmaz:
- Virágos kőris (Fraxinus ornus)
- Magas szárú kocsord
- Bókoló
- Fürtös gyűszűvirág
- Farkasboroszlán (Daphne mezereum)

A környéken található néhány ritka növény:
- Kisvirágú hunyor (Helleborus dumetorum) kora tavasszal virágzik. Jellemző a zöldszínű virágtakarója és ujjszerű levelei. Hegyvidéki alpin balkáni faj.
- Zalai bükköny (Vicia oroboides) a zalai bükkösök karakterfaja. Épszélű széles levelei és sárga virágai jellemzők. Dombvidéki alpin-illír faj.
- Lónyelvű csodabogyó (Ruscus hypoglosum) örökzöld növény, piros termései a levélből kiálló murva tövében díszlenek. Mediterrán faj.
- Fehér sarkvirág (Platanthera bifolia) Jellemző rá fehér, kellemes illatú virágzata. Mediterrán faj.
- Piros madársisak (Cephalanthera rubra) Mediterrán keleti faj.
- Turbánliliom (Lilium martagon) nagyon szép, vöröses, sötéten pettyezett laza fürt-virágzata van. Hegyvidéki kontinentális faj.
- Sallangvirág (Himantoglossum hircinum) nagyon ritka hosszú sallangja két cimpára hasad, virágzata pirosló. Mediterrán faj.
- Bókoló fogasír (Dentaria enneaphylla) levelei hármasak, örvösen állnak. Virágai sárgásfehérek, összehajlók. Hegyvidéki középeurópai faj.
- Farkasölő sisakvirág (Aconitum vulparia) levelei szélesek, újból hasogatottak. A sisak alakú virágok halványsárgák, összehajlóak. Hegyvidéki középeurópai faj.

Tömegesen fordul elő:
- Erdei ciklámen (Cyclamen purpurascens)
- Szártalan kankalin (Primula vulgaris)